# Porella crispata
Porella crispata är en bladmossart som först beskrevs av William Jackson Hooker, och fick sitt nu gällande namn av Vittore Benedetto Antonio Trevisan de Saint-Léon. Porella crispata ingår i släktet porellor, och familjen Porellaceae. Inga underarter finns listade i Catalogue of Life.